# Encornet rouge nordique
Illex illecebrosus
Espèce
Statut de conservation UICN

 LC  : Préoccupation mineure
L'Encornet rouge nordique (Illex illecebrosus), appelé aussi calmar à courtes nageoires, est une espèce de calmar.
Ceux-ci auraient la faculté de se déplacer en pleine mer hors de l'eau en utilisant leurs nageoires et tentacules comme ailes et leur siphon comme propulseur, de même sans doute que d'autres espèces telles Sthenoteuthis pteropus et Dosidicus gigas, ainsi que Ommastrephes bartramii.

## Répartition
I. illecerebrosus se retrouve dans l'Atlantique Nord, le long de la côte est du Canada et des États-Unis, ainsi qu'en Islande et au sud du Groenland.